# 서경덕
서경덕(徐敬德, 1489년 3월 18일(음력 2월 17일)~1546년 8월 13일(음력 7월 7일))은 조선 중기의 학자로서, 주기파(主氣派)의 거유(巨儒)이다. 본관은 당성(唐城), 자는 가구(可久), 호는 복재(復齋)·화담(花潭)이다. 부친은 부위(副尉) 서호번(徐好蕃)이다.
스승없이 독학으로 사서육경을 연마했으며 정치에 관심을 끊고 학문 연구와 후학 양성에 일생을 바쳤다. 그의 특이한 독학 방법은 벽에 한자를 붙이고 그 한자와 세상과의 관계를 궁리하였다고 한다. 평생 여색을 멀리했는데, 개성 최고의 유명한 기생 황진이는 그를 시험하고자 일부러 비가 오는 싸늘한 날에는 자신을 다시 집으로 돌려보내지 못할 것이라고 생각하고 교태를 부리며 유혹하였으나 서경덕은 눈 하나 꿈쩍하지 않았다. 그의 인품에 감격한 황진이는 그를 스승 겸 서신과 시문을 주고받는 사이로 남았다는 설이 있다. 스승없이 독학을 한 학자로도 유명하며, 박연폭포, 황진이와 함께 개성의 송도삼절의 하나로 꼽힌다.
그는 평생을 은둔생활을 하며 학문을 즐기다가 58세를 일기로 세상을 떴다. 붕당의 출현 이후 그의 제자들은 동인과 북인에 가담하여 활동하였다. 사후 명종 때 이준경 등의 추증 건의로 증 호조좌랑(戶曹佐郞)에 추증되었다가 거듭 추증되어 선조 때 의정부좌의정에 추증되었다. 시호는 문강(文康)이다.

## 생애

### 생애 초반
우물에서 물을 마신 적이 있다. 다섯 살 즈음에 우물에 빠질 뻔 한 적이 있었고 3대째 독자였던 그를 애지중지 키우던 집안 어른들은 해마다 그 날을 기념하여 마을 잔치를 벌이고, 자신들의 입지를 다졌다.

#### 출생과 가계
1489년 음력 2월 17일 개성 화정리(禾井里)에서 무관인 수의부위(修義副尉)를 지낸 서호번(徐好蕃)의 아들이며 어머니 보안한씨(保安韓氏)의 아들로 태어났다. 본관은 당성(唐城)으로 자는 가구(可久), 호는 복재(復齋) 또는 화담(花潭)이다. 그의 선조들은 대대로 풍덕군에 살았다. 증조부 서득부(徐得富)는 관직이 없었고, 할아버지 서순경(徐順卿)은 진용교위(進勇校尉) 부사용을 지냈다. 아버지 서호번이 개성에 사는 보인한씨에게 장가들면서 개성으로 이주했다 한다. 할아버지 서순경과 아버지 서호번은 하급무사로 그의 가계는 빈한한 가계였으나, 그가 학문적으로 성취를 하면서 가세를 일으켰다. 어머니 한씨가 공자(孔子)의 사당에 들어가는 꿈을 꾸고 잉태하여 그를 낳았다한다.
기억력이 뛰어났고, 일찍부터 말과 글을 누가 가르치지 않았는데도 스스로 터득해서 쓰기 시작하였다. 나이 7∼8세에 이르자 총명하고 영특하여 어른의 말을 공경히 받들었다. 그 뒤 서당에서 한학을 수학한 것이 전부였고, 스승 없이 스스로 학문 연구와 사색에 몰두하였다.
그는 영특하였으나 가계가 빈곤하여 제대로 교육을 받지 못하다가 14세가 되어서야 비로소 처음으로 유학 경전인 상서를 접할 수 있었다고 한다. 1502년(14세) ≪서경≫을 배우다가 태음력의 수학적 계산인 일(日) 월(月) 운행의 도수(度數)에 의문이 생기자 보름동안 궁리하여 스스로 해득하였다.

#### 청소년기
그가 상서를 공부할 때 서당의 훈장은 '선생도 잘 알지 못하는 것을 홀로 깊이 생각하여 15일 만에 알아내고 말았으니 너는 상서를 사색으로 깨우친 것이다'라는 말을 했다 한다. 또한 어느 날 그의 어머니가 밭에 나가 푸성귀를 좀 뜯어오라고 하자, 그는 광주리의 반도 차지 않을 정도의 푸성귀만 가지고 돌아온 적이 있었다. 어머니가 푸성기를 제대로 뜯지 못한 연유를 물었다.
| “ | 새가 땅에서 하늘을 날아오르는 것을 보고 하루 종일 그 이유만을 생각하다가 그만 푸성귀 뜯는 일을 잊어버렸습니다. | ” |

화담집 서문에 나오는 이 이야기는 그의 엉뚱한 일면을 엿볼 수 있는 부분이기도 하지만, 향후 그가 전개해나가는 독특한 학문 수행 방법의 모태를 확인할 수 있다. 그는 밭에 나가 일을 하다가도 서산에 해가 넘어가는 것을 보거나 비가 오는 것, 바람이 부는 것을 멍하니 바라보며 그것이 왜 그렇게 되는가에 대해 깊이 의문을 품기 시작하였고, 해가 뜨고 지는 이유, 비가 오고 날이 맑은 것, 바람이 부는 이유, 사람이 태어나고 죽는 것, 산 사람과 시체의 차이점 등에 대해 깊이 사색하고 서적들을 찾아 연구, 규명하려 하였다.
18세 때 ≪대학≫의 치지재격물(致知在格物)조를 읽다가 “학문을 하면서 먼저 격물을 하지 않으면 글을 읽어서 어디에 쓰리오!”라고 탄식하고,
천지만물의 이름을 벽에다 써 붙여 두고 날마다 궁구(窮究)하기를 힘썼다. 19세에 태안 이씨(泰安李氏) 선교랑(宣敎郎) 이계종(李繼從)의 딸을 아내로 맞이하였다.

### 청년기
젊어서 적극적이던 학습 방법과 지나친 독서와 사색 탓으로 과로에 지쳐 다시는 책을 손에 잡을 수 없을 만큼 몸을 상했고, 이 때문에 21세 때에는 어쩔 수 없이 학업을 포기하고 1년여 동안 전국의 명산을 돌아다니며 건강을 회복하는데 주력해야만 했다. 수 년간 요양한 뒤 개성에 돌아와 학문 연구에 전념하였다.
31세 때 조광조(趙光祖) 등에 의해 채택된 현량과(賢良科)에 응시하도록 수석으로 추천을 받았으나 사양하고 개성 오관산(五冠山) 화담(花潭)에 서재를 세우고 연구와 교육에 더욱 힘썼다. 그는 조광조 등이 실패할 것을 예견하였는데 기묘사화로 조광조, 김정 등은 몰락하게 된다.
그는 다시 병의 치료를 위해 1522년 속리산, 지리산 등의 명승지를 다니기도 했다. 이때 만난 조식(曺植), 성운(成運) 등 같은 당대의 학자들을 만나 교류하였고, 기행시(紀行詩)들을 남겼다.

### 학문 활동

#### 은거와 학문 연구
그 뒤 학문 연구와 교육에 전념하였으나 1531년(중종 26) 어머니의 요청으로 생원시에 응시하여 장원으로 급제하였으나, 대과와 벼슬을 단념하고 더욱 성리학의 연구에 힘썼다. 그후 그는 부모의 상을 당하자 여막을 짓고 생활하며 3년을 지내며 시묘살이를 하였다. 3년상이 통례였으나, 3년상이나 3년복을 하지 않고 1년복으로 끝내는 일도 허다하였다. 중종실록의 평에 의하면 그의 시묘살이는 세인들을 감복하였다 한다.
1543년(중종 38년) 중종이 죽고 인종이 즉위하자, 다들 신왕의 즉위를 기뻐하였으나 서경덕만 홀로 새 왕의 수가 길지 못할 것을 예상하고 슬퍼하며 눈물흘리니 사람들이 이를 기이하게 여겼다. 당시에 국상에도 3년상과 3년 상복을 입도록 되어 있었으나 당대의 선비들, 관료들은 상복을 입지 않고 다만 흰 갓과 백의를 3년 걸쳤다. 그러나 서경덕은 "임금의 상에 어찌 상복이 없어야 하겠느냐"며 자최(齊衰) 3월간 상복을 입었다. 신도비문에 의하면 중종의 3개월 상을 치루는 동안, 그는 병을 얻었다 한다.
1544년(인종 1년) 5월 1일 김안국(金安國) 등 일부 관료들과 성균관 유생들이 그를 학행으로 후릉참봉(厚陵參奉)에 추천하여 임명되었으나, 사양하고 계속 화담에 머물러 연구와 교육에 몰두하였다. 그러나 김안국, 이언적 등은 그를 후릉참봉에 임명했고, 그는 한사코 부임하지 않아 그해 6월 6일 해임되었다. 특히 예학에 밝았으며, 중종과 인종이 죽자 “임금의 상(喪)에 어찌 복(服)이 없을 수 있겠는가?”라고 하여 자최삼월(齊衰三月)의 복을 입었다.
동시대인인 중종 때의 조광조, 김정 등과 인종 때의 이언적 등이 현실정치에 적극 진출하여 문제해결을 하려고 한 반면 그는 이것을 모두 공리공담으로 보고 수신과 제가, 학문연구에 치중, 전념하였다.
그가 이처럼 은거생활을 고집하고 있었던 것은 시대상황과 무관하지 않았다. 그가 살았던 15세기 말에서 16세기 중엽은 사회가 심한 혼란기에 있었고, 정치적으로도 사림과 훈척 세력의 대립이 극으로 치닫고 있었다. 관료와 지주 계급은 토지 겸병과 사치 행각을 일삼았고, 이로 인해 농민들은 계속해서 토지를 상실해갔다. 그는 관직 출사나 속된 시류와의 타협을 거부하는 대신 학문 연구와 교육으로 사회에 기여하리라 다짐하였다.

#### 사회 불안과 학문적 성취
1545년(인종 2년) 7월 인종이 사망하자 자최 3년복을 입었다 한다.
중종 때 여러 번 조광조 일파나 온건파인 김안국 일파, 남곤 일파 등이 그를 여러 번 초빙하려 하였지만 그는 나보다 덕망높은 인재들이 많은데 어찌 내가 나가느냐며 모두 거절한다. 혼란한 시대의 사회적 불안은 그를 결코 불행으로 몰고 가지는 않았다. 오히려 그는 사회에 나가지 않고 은둔을 고집한 덕분에 독보적인 학문적 업적을 쌓을 수 있었고, 학문 수행의 결과물인 화담집 같은 저작들은 후대 조선의 성리학의 발전에 지대한 공헌을 할 수 있었다.
게다가 만년에 천하의 명기이자 시인인 황진이와 함께 자연을 향유하면서도 선비로서의 인격을 잃지 않는 고고한 학자로써 이름을 떨칠 수 있었다. 사람들은 그와 황진이, 박연폭포를 일러 송도삼절이라 이름 부르기도 했다.
그는 조선의 많은 성리학자나 양명학, 실학 등 유학자들을 통틀어 스승이 없는 몇안되는 특이한 인물로도 기록된다. 그는 겨우 서당에서 한문을 깨우치는 정도의 교육밖에 받지 못했다. 그의 스승은 자연과 책 뿐이었다. 그 때문에 서경덕은 기존의 유학자들과는 달리 아주 독특하고 진귀한 학문적 업적을 일궈낼 수 있었다.

### 생애 후반

#### 말년
저서로는 화담집이 있는데, 이 책에서 '원이기', '이기설', '태허설', '귀신사생론' 등의 글을 통해 자신의 학문과 사상을 밝혔다. 만년에는 황진이, 대곡 성운 등 소수의 인물들과 교류하며 시문으로 소일하였다. 또한 허엽 등 소수의 제자들에게 자신의 철학을 구술하여 기록하게 했다. 또한 조선 각지의 명승지 등을 다니며 경치를 구경하며 풍류를 즐기기도 했다.
조선 중종, 명종 때의 최고의 기생 황진이는 당대의 최고의 은둔학자 서경덕을 유혹하기도 했다. 하지만 그녀는 서경덕을 유혹하는 데는 실패하고 오히려 그의 학문과 고고한 인품에 매료되어 사제 관계를 맺기도 한다.
그의 문인으로는 허엽, 박순(朴淳), 민순(閔純), 박민헌(朴民獻), 고경허(高景虛), 신응시(辛應時), 황진이 등이 배출되었다. 문인의 한사람인 신응시(辛應時)는 후일 '‘오관산 아래 화담 위에 대그릇 / 밥 한 평생 가난을 즐겼네. / 오도가 떨어지지 않아 선각이 되었는데 / 성대에 불행히 일민으로 마쳤네 / 고도 당시에 고사를 흠앙하였더니 / 오늘 지하에 덕인을 매장하였네 / 유명에 알려 그 포증 두루하니 / 아! 백골에도 성은이 젖었어라.' 하며 그를 추모하는 시를 한수 남겼다.

#### 최후
인종 즉위 후 이언적은 그를 초빙하려 하였지만 사양하였다. 오히려 그는 인종의 수명이 짧음을 예언하고, 한탄하며 눈물을 흘리니 이언적 등은 이를 이상하게 여겼다. 1545년 명종이 즉위하자 이언적 등이 다시 그를 조정에 출사하여 도와달라고 요청했지만 서경덕은 자신보다 유능한 인재가 많을 것이라며 이를 거절하였다.
1546년(명종 1년) 개성에서 58세를 일기로 생을 마쳤다.

### 사후
명종 때 이준경 등에 의해 여러 번 증직 건의가 있었으며, 6품 이상의 실직을 역임하지 않았다 하여 3품 이상의 직책에 증직을 청하는 부탁은 거절되었다. 그러나 실록은 이준경이 3품 증직을 거절한 것처럼 비방이 가해지기도 했다. 1567년(명종 22년) 2월 증 호조좌랑(戶曹佐郞)에 추증되었다.
그 뒤 선조 때인 1575년 증 의정부우의정에 추증되었다가 다시 증 의정부좌의정에 추서되었다. 그 뒤 문묘 종사 후보자로까지 올랐으나 그의 사상에 도가적 색채가 일부 가미되어있다 하여 거절되었다. 허엽 등이 꾸준히 서경덕의 문묘 종사를 상소하자 선조는 불쾌감을 드러내며 우의정도 과한데 정몽주와 같은 자리에 놓을 수는 없다고 잘라 말했다. 1585년에는 신도비가 세워지고, 개성의 숭양서원, 화곡서원 등지에 제향되었다.
그의 문하생들은 대체로 붕당 출현 이후 허엽, 박순 등을 따라 동인이 되었다가, 동인의 남북 분당 이후 북인이 되었고, 북인이 1623년(광해군 15) 인조 반정으로 정계에서 완전히 몰락하면서 그의 사상은 평가받지 못하였다. 그러나 그의 학맥 중 일부는 남인으로 계승되었다. 제자인 민순(閔純)의 문인은 윤효전과 한백겸 등인데, 윤효전으로 그는 백호 윤휴의 아버지였다. 또다른 제자는 박지화의 문인인 허교(許喬)로 그는 허목의 아버지였다.

## 저서
- 《화담집 (花潭集)》
  - 〈섹알기 (穡戞基)〉
  - 〈원이기 (原理氣)〉
  - 〈이기설 (理氣說)〉
  - 〈태허설 (太虛說)〉
  - 〈귀신사생론 (鬼神死生論)〉

## 사상과 신념

### 실천 중심론
그는 실천과 직접 연구, 탐구를 통해 진리를 알아낼 수 있다고 판단했다. 진리는 누군가 알려주는 것이 아니며 스스로 찾아야 된다고 주장하였다.
"선생이 18세가 되었을 때 대학의 '격물치지' 장을 읽다가 크게 깨달은 바가 있어 눈물을 흘리면서 중얼거렸다. '학문을 하는데 먼저 격물을 하지 않는다면 책은 읽어서 어디에 써먹겠는가.' 그 뒤부터는 세상의 모든 사물들의 이름을 다 쓰더니 풀을 발라 벽에 붙여놓고 날마다 그것을 하나 하나 규명해내는 것을 일로 삼았다."
이 기록은 그가 얼마나 실험적이고 과학적인 인간인가를 잘 드러내고 있으며, 또한 그가 평생을 두고 일구었던 유물론적 주기철학의 방법론이 무엇이었는지를 가르쳐주고 있다.

### 생사일여론
그는 기와 이가 둘이 아닌 하나이며 기가 곧 이라고 생각했다. 또한 사람이나 생명이 살아있을 때는 기가 있고 죽었을 때는 그 기가 빠져나가는 것이며, 다만 육체에서 기가 빠져나갔지만 기는 소멸되지 않는다고 보았다.
그의 학문적 요체는 끊임없는 사색에 있었다. 그는 물질의 힘이 영원하다고 믿었으며, 물질의 분리는 단순히 형체의 분리이지 힘의 분리는 아니라고 생각했다. 그것은 곧 서구의 물리학에서 말하는 에너지 보존의 법칙과 비교되고 있다. 그는 심지어 죽음 조차도 생물에게 일시적으로 머물러 있던 기(에너지)가 우주의 기에 환원되는 것이라고 생각하기도 했다. 말하자면 생사일여(生死一如)를 주장함으로써 우주와 인간, 우주와 만물이 둘이 아닌 하나라는 이론을 정립시켰던 것이다. 그의 이 같은 독특한 학문과 사상은 이황과 이이 같은 학자들에 의해 그 독창성을 인정받아 조선 기 철학의 중심으로 자리하게 된다.
조선 후기의 실학자이자 기 철학자인 최한기는 그의 학문을 사숙하였다.

## 가족 관계
- 조부 : 서순경(徐順卿)
- 아버지 : 서호번(徐好蕃)
- 어머니 : 보안한씨(保安韓氏)
  - 동생 : 서숭덕(徐崇德)
- 부인 : 태안이씨(泰安李氏, 이계종의 딸(? - 1561년 1월 7일)
  - 아들 : 서응가(徐應暇)
  - 아들 : 서응기(徐應麒)
    - 손자 : 서우신(徐佑申)
    - 손녀 : 당성 서씨
    - 손녀사위: 임련(任鍊)
    - 손녀 : 당성 서씨
    - 손녀사위: 이응조(李應祚)
    - 손녀 : 당성 서씨
    - 손녀 : 당성 서씨

  - 딸 : 당성 서씨
  - 사위 : 유경담(柳景湛)
    - 외손자 : 유익(柳益)
    - 외손녀 : 유씨
    - 외손녀사위 : 윤복(尹福)
    - 외손녀 : 유씨
    - 외손녀사위 : 강호선(康好善)
- 첩 : 이름 미상
  - 서자 : 서응봉(徐應鳳)
    - 서손자 : 서춘학(徐春鶴)
    - 서손자 : 서운학(徐雲鶴)

  - 서자 : 서응구(徐應龜)

## 평가
만물의 이치를 이해하고자 하는 철학자로서의 업적을 남겼다. 역사학자 이덕일은 《우리역사의 수수께끼》에서 서경덕의 이론 중 이기설(理氣說)은 조선민주주의인민공화국에서는 유물론의 원류로 평가받기도 한다고 말한다. 황진이, 박연폭포와 함께 송도삼절(松都三絶)로 유명하다.
시인으로도 활동하여 그는 '조용하고 온화한 것을 즐기므로 많은 사람들이 사모했었고, 지은 시도 자유롭고 안서(安舒)하여 강절(康節)의 기풍이 있었다 한다.'는 평이 있다.

## 기타
유교 성리학에 얽매이지 않고 도교적인 사상도 일부 받아들였다. 이때문에 일부에서는 그를 이단이라며 공격하기도 했다.
한때 김종직의 문인이며 좌의정과 영의정을 지낸 이기(李芑)가 그를 찾아와 학문을 논하였으나 그는 이기의 학문을 인정하지 않았고, 화가 난 이기는 대놓고 노기를 드러냈다고도 한다.

## 관련야사
전우치가 서화담에게 도술을 도전하러 가다가 서화담의 집 근처에서 헤매다가 포기했다는 야사가 있다.

## 대중문화에서 비춰진 모습
영화 《전우치》에서는 빌런의 모습으로 묘사된다.

## 서경덕의 제자들
- 박순
- 서기
- 박지화
- 양사언
- 이지함
- 전우치
- 한백겸
- 허엽
- 황진이

## 같이 보기
| - 성리학 - 이언적 - 이현보 - 이황 - 김안국 - 김정국 - 김인후 - 조광조 - 이연경 | - 송도삼절 - 박연폭포 - 황진이 - 전우치 - 노수신 - 조식 - 허엽 - 동인 - 북인 | - 허목 - 윤효전 - 윤휴 |

## 서경덕을 연기한 배우들
- 1982년, 정욱 - 《여인열전 - 황진이》, MBC 텔레비전 드라마
- 1995년, 최명수 - 《압구정동 황진이》, MBC 텔레비전 드라마
- 1996년, 국수호 - 《임꺽정》, SBS 텔레비전 드라마
- 2006년, 김종결 - 《드라마 황진이》, KBS2 텔레비전 드라마
- 2007년, 김응수 - 《영화 황진이》, 영화